# Paa liui
Nanorana yunnanensis là một loài ếch trong họ Ranidae. Chúng là loài đặc hữu của Trung Quốc.
Các môi trường sống tự nhiên của chúng là các khu rừng vùng núi ẩm nhiệt đới hoặc cận nhiệt đới, vùng cây bụi nhiệt đới hoặc cận nhiệt đới vùng đất cao, và hồ nước ngọt. Loài này đang bị đe dọa do mất môi trường sống.